# Il canale di Gravelines, Petit Fort-Philippe
.
Il canale di Gravelines, Petit Fort-Philippe (Le Chenal de Gravelines, Petit Fort-Philippe) è un dipinto a olio su tela (73x92,7 cm) realizzato nel 1890 dal pittore francese Georges-Pierre Seurat.
È conservato nel Museum of Art di Indianapolis.
Il pittore trascorre l'estate del 1890 a Gravelnes, in un centro al confine col Belgio. A questo paesaggio Seurat dedica quattro dipinti in stile "Divisionista".